# Kurt Peiser
Kurt Peiser (Antwerpen, 1887 - Ukkel, 1962) was een Antwerpse schilder, tekenaar en etser van Duitse oorsprong. Zijn ouders, beide geboren in Gleiwitz (Pruisen) kwamen van Charlottenburg (Berlijn) naar Antwerpen in 1885, waar zijn vader, een beroemd chemicus, werk vond als directeur van de suikerfabriek in Tienen. Peiser nam de Belgische nationaliteit aan toen hij 18 jaar werd. 
Hij was een schilder met grote sociale en humanitaire bewogenheid. Ook was hij aquarellist en lithograaf. Zijn stijl is realistisch met impressionistische en expressionistische toets. 
Zijn opleiding genoot hij aan de Koninklijke Academie voor Schone Kunsten van Antwerpen. Peiser was een leerling van Gerard Jacobs. Tot Peisers leerlingen behoorden Rudolf Schönberg, Hermann Kosak en Jacob de Vries.
Hij schilderde zowel marines, het vissersleven, het leven in en rond de Antwerpse haven als meer emotioneel geladen beelden over armoede en ellende. In de marines schildert hij het zeemansleven dat hij zelf gedurende tien jaar meemaakte. Op 4 juni 1914 kwam de kunstenaar voor de Antwerpse rechtbank nadat elf schilderijen uit een tentoonstelling werden verwijderd. Hij werd, wegens aanslag op de goede zeden, veroordeeld tot een geldboete waarna de inbeslag genomen werken werden teruggegeven.
Zijn grafisch oeuvre is, evenals zijn schilderwerk, zeer uitgebreid. Hij wijdde een serie etsen aan de Antwerpse haven. Peiser was een actief lid van La Gravure Originale Belge.  
In 1929 bracht de prestigieuze en toonaangevende Galerie Georges Giroux een belangrijke overzichtstentoonstelling van zijn oeuvre. Deze tentoonstelling was een grote erkenning, want Galerie Georges Giroux was een van de meest toonaangevende galeries in Brussel in de eerste helft van de 20ste eeuw. Zowel Wassily Kandinsky als Henri Evenepoel en de gebroeders Jespers kregen er hun tentoonstelling in de jaren 1910. In de jaren twintig volgden James Ensor, Georges Minne, Gustave De Smet en anderen. 
Recente tentoonstellingen werden in 2018 gehouden in Museum De Reede te Antwerpen en in Maison des Artistes te Ukkel.
In 2023 werd een dubbel tentoonstelling georganiseerd in Museum De Reede en in Galerie Campo & Campo.

## Tentoonstellingen
Selectie van tentoonstellingen:
- 1907 Antwerpen, Salle Forst, 'Kurt Peiser'  (maart)
- 1907 Brussel, 'L'Elan Cercle d'Art Bruxelles', Ie 'Salon Annnuel' (13 - 30 juli), cat. 48-50
- 1908 Panne
- 1908 Brussel, 'L'Elan Cercle d'Art Bruxelles', IIe 'Salon Annnuel' (9 - 27 september), cat. 59-61
- 1909 Antwerpen, Salle Forst (maart)
- 1909 Brussel, 'L'Elan Cercle d'Art Bruxelles', IIIe 'Salon Annnuel' (4 - 28 september), cat. 53-58
- 1910 Antwerpen, Salle Forst (10 tot 21 maart)
- 1910 Brussel, 'L'Elan Cercle d'Art Bruxelles', IVe 'Salon Annnuel' (27 augustus - 18 september), cat. 49-57
- 1912 Brussel, 'L'Elan Cercle d'Art Bruxelles', VIe 'Salon Annnuel' (29 juni - 21 juli), cat. 92-97
- 1913 Salon Dietrich
- 1914 Antwerpen, Salle Forst, 'Kurt Peiser' (31 januari tot )
- 1916 Brussel, Galerie Georges Giroux
- 1917 Brussel, Galerie Aeolia
- 1917 Antwerpen, Salle Forst
- 1924 Brussel, Galerie Dechenne
- 1924 Brussel, Galerie Bon Marché (februari en 5 tot 24 oktober)
- 1924 Venetië, 'XIVe Esposizione Biennale Internazionale d'Arte della Citta di Venezia', cat. 83-84
- 1925 Doornik (Tournai), Cercle des Beaux-Arts, La Gravure Originale Belge (10 - 25 april) cat. 1-3
- 1925 Antwerpen, Salle Breckpot
- 1926 Brussel, Galerie Nouvelle (1 tot en met 11 februari)
- 1926 Doornik (Tournai), 'Cercle Artistique de Tournai' (november)
- 1928 Brussel, Galerie Georges Giroux, 'Exposition Kurt Peiser' (28 december 1928 tot en met 3 januari 1929)
- 1929 Brussel, Galerie Le Roy
- 1929 Antwerpen, Salle Wynen, 'De kunstschilder Kurt Peiser'
- 1930 Brussel, 'Kurt Peiser', Galerie de la Toison d'Or - Gulden Vlies Galerie, Brussel (21-31/3)
- 1930 Doornik (Tournai), '41me Exposition du Cercle Artistique de Tournai (7 -30 september), cat. 234-237
- 1931 Doornik (Tournai), '42me Exposition du Cercle Artistique de Tournai (6 - 30 september), cat. 166
- 1935 Doornik (Tournai), Cercle Artistique de Tournai, cat. 132
- 1934 Venetië, 'XIX Esposizione Biennale Internazionale d'Arte della Citta di Venezia' cat. 117-119
- 1934 Brussel, Les peintres de la mer (3e Salon), Palais des Beaux-Arts
- 1935 Doornik (Tournai), '46me Exposition du Cercle Artistique de Tournai (8 september - 1 oktober), cat. 111
- 1938 Noorwegen, Oslo, 'Belgisk Utstilling', Kunstforeningen
- 1939 Brussel, Galerie d’Arenberg, Brussel (12 - 22 december)
- 1941 Brussel, Galerie Bon Marché, Brussel
- 1942 Brussel, Galerie Anspach, Brussel
- 1968 Galerie L’Atelier, 'Exposition des œuvres de peintre et graveur Kurt Peiser'
- 2004 Schilde, Museum Albert Van Dyck, 'Antwerpen zijn Schelde, zijn haven en zijn mensen' (130 works)
- 2007 Mol, Jakob Smitsmuseum, 'Kurt Peiser'
- 2008 As, Sint-Aldegondiskerk, 'Kurt Peiser'
- 2018 Ukkel, Maison des Artistes, 'Kurt Peiser - Uccle-Ukkel' (39 works)
- 2018 Antwerpen, Museum De Reede, 'Kurt Peiser, Tussen troost en tristesse'
- 2023 Antwerpen, Galerie Campo & Campo, 'Kurt Peiser: Eindelijk thuis' (137 works)
- 2023 Antwerpen, Museum De Reede, 'Kurt Peiser - Tekenaar' (38 works)